# Ficus rimacana
Ficus rimacana är en mullbärsväxtart som beskrevs av C.C.Berg. Ficus rimacana ingår i släktet fikonsläktet, och familjen mullbärsväxter. Inga underarter finns listade i Catalogue of Life.